# Pronásledování homosexuálů v nacistickém Německu

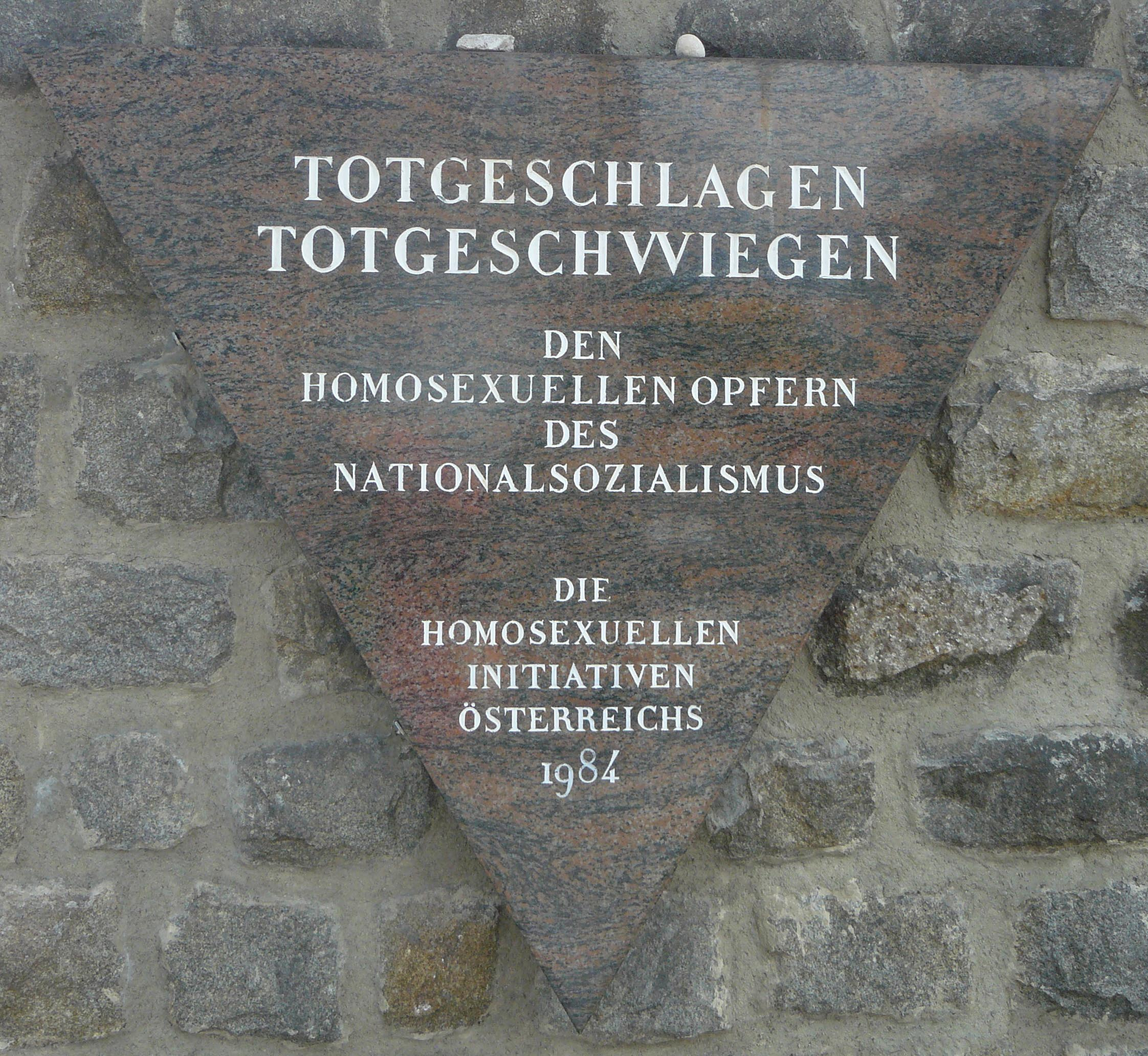
Památník homosexuálních obětí v koncentračním táboře Mathausen

V nacistickém Německu v letech 1933 až 1945 byli homosexuálové (lesby v menší míře) pronásledováni a tisíce homosexuálů bylo uvězněno v nacistických koncentračních táborech. Za homosexuály pro tyto účely nacisté považovali i osoby, které bychom dnes označili spíše jako transgender nebo queer.
Počínaje rokem 1933 byly homosexuální organizace zakázány, vědecké knihy o homosexualitě a lidské sexualitě obecně byly spáleny. Gestapo sestavilo seznamy homosexuálů a gay klubů. Někteří homosexuálové emigrovali, zatímco jiní ustoupili od homosexuálních praktik nebo vstoupili do heterosexuálních vztahů, aby skryli svou identitu.
V letech 1933 až 1945 bylo kvůli homosexualitě odhadem zatčeno 100 000 mužů, z nichž asi 50 000 bylo oficiálně odsouzeno. Většina z těchto mužů sloužila v běžných věznicích. Odhadem 5 000 až 15 000 odsouzených bylo uvězněno v nacistických koncentračních táborech. Přední vědec Rüdiger Lautmann tvrdí, že úmrtnost homosexuálů v koncentračních táborech mohla dosahovat až 60%. Věznitelé byli v táborech vůči homosexuálům neobvykle krutí, včetně toho, že je využívali jako terč na střelnicích. Homosexuálové byli navíc využíváni jako subjekty nacistických lékařských experimentů, protože se vědci snažili najít „lék“ na homosexualitu.
V roce 2002 se německá vláda omluvila homosexuální komunitě za pronásledování homosexuálů nacistickou vládou. V roce 2005 Evropský parlament přijal usnesení o holocaustu, které zahrnovalo pronásledování homosexuálů. Památníky homosexuálním obětem nacismu byly postaveny po celém světě. Několik hnutí, jako je projekt Silence=death project (Ticho = smrt), užívá symbol růžového trojúhelníku na podporu práv homosexuálů, povědomí o AIDS a souvisejících otázek.

## Koncentrační tábory
I když ne všichni homosexuální muži v nacistickém Německu byli posláni do koncentračních táborů, pro ty, kteří byli, to byla obzvláště brutální zkušenost s často smrtelnými následky. Homosexuálové byli považováni za nejnižší z nejnižších v hierarchii koncentračních táborů.  Pokud jde o počet homosexuálů uvězněných v koncentračních táborech během holocaustu, odhady se značně liší a jsou v rozmezí od 5 000 do 15 000. Mnozí z nich zemřeli. Kromě toho v mnoha oblastech neexistují záznamy o konkrétních důvodech internace, takže je obtížné přesně určit počet homosexuálů, kteří v táborech zahynuli. Homosexuálové byli navíc při vysílání do koncentračních táborů často klasifikováni jako „asociálové“. To znesnadňuje odhadování počtu homosexuálů v koncentračních táborech, protože „asociálové“ byli v nacistickém Německu širokou právní kategorií, kterou mimo jiné tvořili lidé „plachí“ (tj. líní), narkomani, bezdomovci, alkoholici, malí zločinci a lidé, kteří byli pouze výstřední nebo nekonformní.
Kampaň proti homosexuálům v nacistickém Německu lze považovat za součást širšího projektu „očištění“ volksgemeinschaftu (komunity lidí) od všech geneticky „nevhodných“ prvků. Paragraf 175 se týkal pouze mužské homosexuality. Lesbické ženy, které byly poslány do koncentračních táborů, byly vždy klasifikovány za „asociály“. Toto byla tak široká kategorie, že umožňovala úřadům posílat do koncentračních táborů kohokoli, s jehož životním stylem nesouhlasily. Jako vězeňkyně měly černý trojúhelník, který dostávali „asociálové“, namísto růžových trojúhelníků, které dostávali homosexuální muži.
Drsné zacházení s homosexuály lze přičíst homofobním postojům strážců SS a obecně německé společnosti. Homosexuálům v koncentračních táborech navíc chyběla možnost skupinové solidarity, která pomáhala udržovat morálku ostatním skupinám, např. politickým vězňům. Tažení proti homosexualitě schvalovala velká část populace, včetně mnohých, kteří kritizovali zadržování a mučení politických oponentů režimu. V táborech se dále projevila společenská marginalizace homosexuálů. Mnoho z nich zemřelo na následky bití, v mnohých případech jinými vězni. Toto může vysvětlit vysokou úmrtnost homosexuálů v táborech ve srovnání s ostatními „asociálními“ skupinami. Zatímco v koncentračních táborech zemřelo 60% homosexuálních mužů, u politických vězňů to bylo 41% a u svědků Jehovových 35%.

### Nacistické experimenty

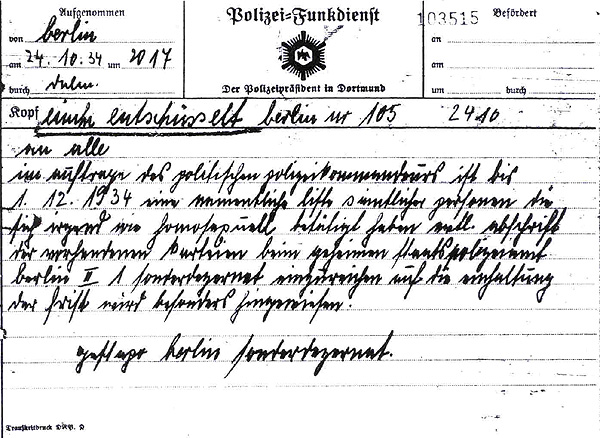
Radiotelegram gestapa ohledně seznamu podezřelých homosexuálů adresovaný policejnímu veliteli v Dortmundu

Nacistická politika vůči homosexuálům byla do značné míry způsobena Himmlerovým opovržením homosexualitou, kterou považoval za hrozbu pro německé národní reprodukční schopnosti. Himmler rovněž nenáviděl nemaskulinní rysy některých homosexuálů a od roku 1937 hledal lék prostřednictvím různých iniciativ.  Vycházel z toho, že experimentování s lidmi je přípustné, pokud je to ve prospěch státu. 
Dachau a Buchenwald byly hlavními centry lidského experimentování na homosexuálech nacistickými lékaři, kteří mimo jiné hledali „lék“ na homosexualitu. V Buchenwaldu prováděl dánský lékař Carl Værnet hormonální experimenty na homosexuálech z osobní autority Himmlera.  Z prostředků SS mu bylo měsíčně přiděleno 1.500 německých marek, aby mohl testovat jeho „lék“. Ten zahrnoval řezy do slabin oběti, kam byla implantována umělá mužská pohlavní žláza.  Jednalo se o kovovou trubici, která po delší dobu uvolňovala testosteron, protože lékař věřil, že nedostatek testosteronu je příčinou homosexuality. Ačkoli někteří z mužů tvrdili, že se stali heterosexuály, výsledky nejsou spolehlivé. Předpokládá se totiž, že mnozí to uvedli, aby byli propuštěni z tábora. Ti, kteří nevykázali zlepšení, byli diagnostikováni jako „chroničtí“ nebo „nevyléčitelní“ homosexuálové. Nejméně sedmnáct vězňů bylo použito pro Værnetův výzkum, který rovněž zahrnoval pachatele trestné činnosti a heterosexuální subjekty. Hormonálnímu experimentu bylo podrobeno 12 homosexuálních mužů, z nichž dva zemřeli v důsledku infekce.
Židovské a lesbické ženy byly za druhé světové války nuceny k pohlavnímu styku s muži v táborových nevěstincích. Himmler dále nařídil, aby homosexuální vězni byli jednou týdně nuceni mít pohlavní styk se sexuálními otrokyněmi. Toto bylo zamýšleno jako konverzní terapie, ale ukázalo se jako psychicky škodlivé pro obě strany. Terapie dále zahrnovala ponižování bitím a výsměchem. Homosexuálové byli také oddělení od ostatních vězňů kvůli obavám, že homosexualita se může rozšířit i na další vězně a stráže.
Mezi další experimenty patřily pokusy o imunizaci proti tyfusové horečce vedené Erwinem Ding-Schulerem a kastraci. Jiný experiment, který zahrnoval homosexuály, spočíval v umístění subjektů pod sluneční lampy, které byly tak horké, že popálily pokožku. Oběť byla údajně opakovaně ochlazována do bezvědomí, poté vzkříšena lampami, dokud se nezalévala potem.
Ačkoli neexistují přesné statistiky týkající se těchto experimentů, uznává se, že vedly k nemocem, zmrzačení a úmrtí, přičemž nepřinesly žádné vědecké poznatky.

## Po válce

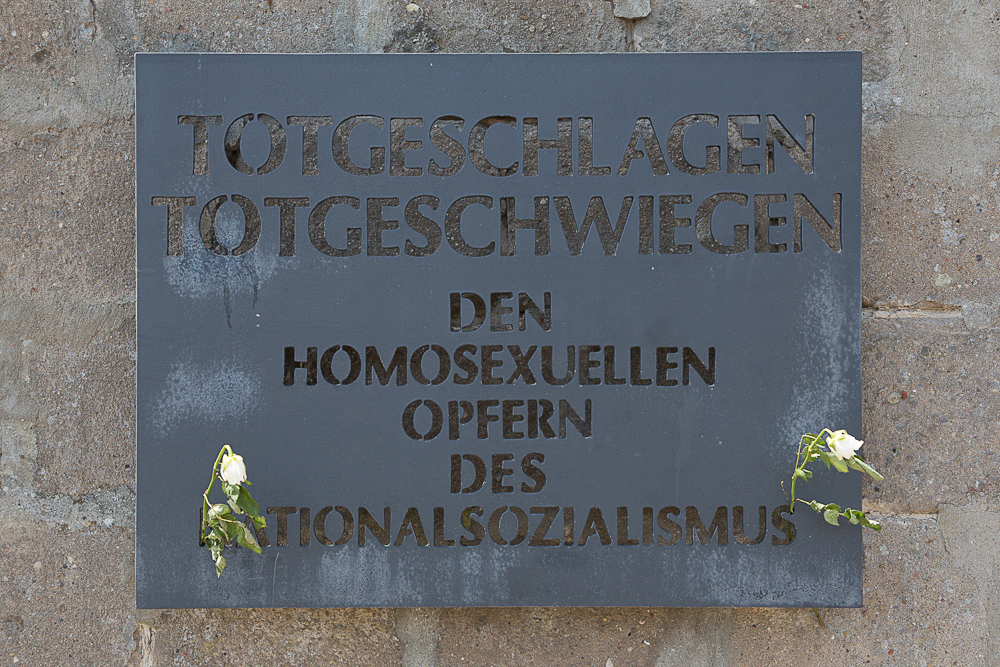
Památník homosexuálním obětem v koncentračním táboře Sachsenhausen

Homosexuálních vězni koncentračních táborů nebyli v obou poválečných německých státech uznáváni jako oběti nacistické perzekuce. Ani jeden států navíc neposbíral záznamy o homosexuálních obětech holocaustu. Odškodnění a státní důchody, které dostaly jiné skupiny byly homosexuálům zamítnuty. Homosexuálové byli i po válce klasifikováni jako zločinci - verze Paragrafu 175 z roku 1935 zůstala v platnosti v západním Německu až do roku 1969, kdy Spolkový sněm hlasoval pro návrat k verzi platné před rokem 1935.  Ještě v roce 1962 kancléř Adenauer nazval Paragraf 175 za „zdravý zákon“. V roce 1960 Hans Zauner, starosta Dachau, řekl pro The Sunday Express, že nacistická kampaň proti homosexuálům a „asociálům“ byla oprávněná: „Musíte si pamatovat, že v Dachau bylo mnoho zločinců a homosexuálů. Chcete památník pro takové lidi?“.  Ve východním Německu však byly nacistické úpravy Paragrafu 175 částečně zrušeny v roce 1950 a homosexuální styk mezi dospělými byl legalizován v roce 1968. 